# 文花蛛
文花蛛（学名：Misumenops wenensis）为蟹蛛科花蛛属的动物。在中国大陆，分布于甘肃等地。该物种的模式产地在甘肃。